# Índice de brecha de pobreza

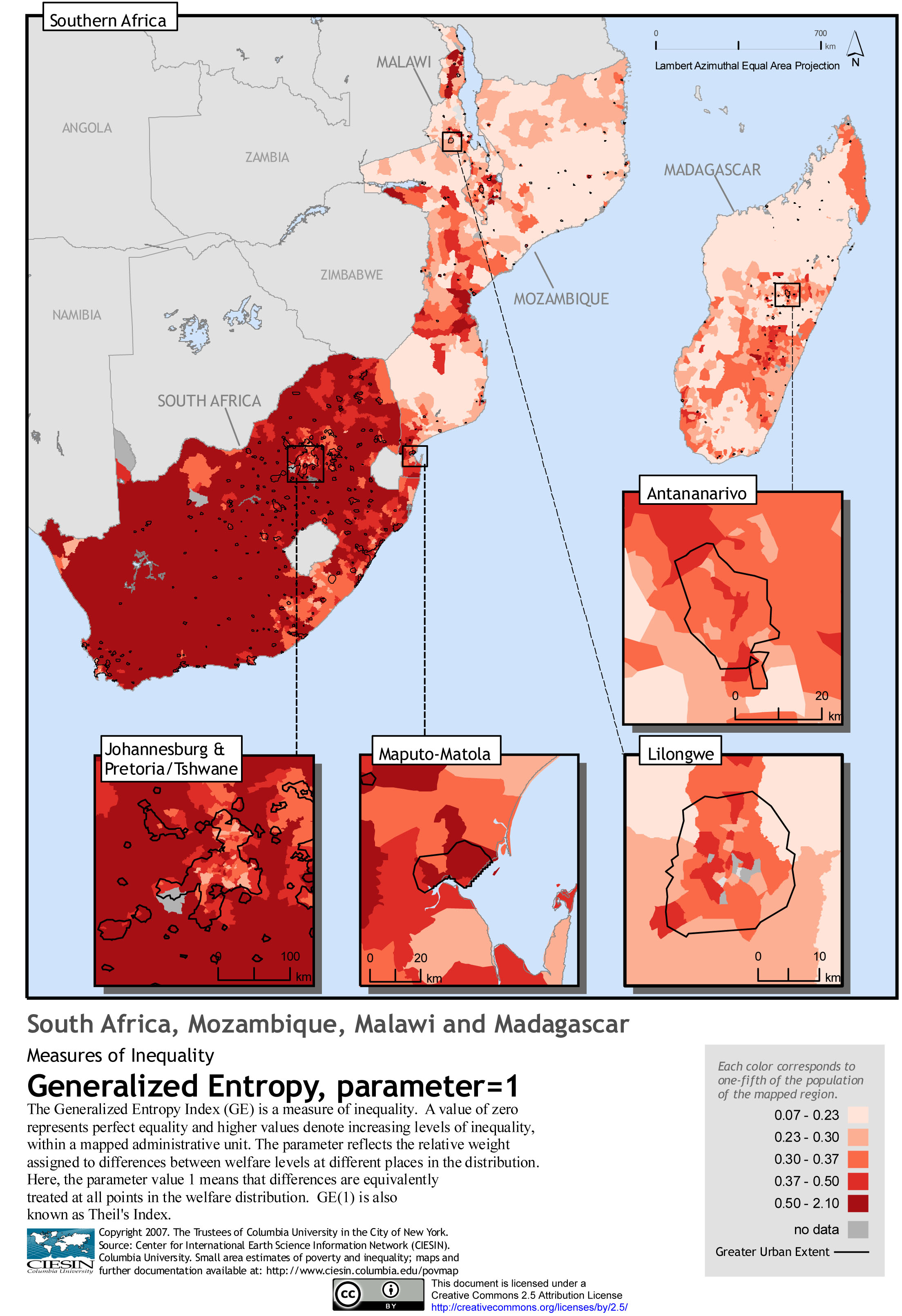
Mapa con el índice de brecha de la pobreza en Sudáfrica, Mozambique, Malawi y Madagascar.

El índice de brecha de pobreza es una medida de la intensidad de la pobreza. Se define como el porcentaje complementario del ingreso medio de la población pobre respecto a la línea de pobreza. Esto se entiende con un ejemplo: si con una línea de pobreza de 2 dólares diarios en un país hay 3,6 millones de personas pobres, cuyo ingreso medio diario es de 1,2 $, entonces el índice de brecha de pobreza para ese país es 100 - 100 * 1,2 / 2 = 40 %.
100 * 1,2 / 2 es el porcentaje del ingreso medio de la población pobre respecto a la línea de pobreza. Para hallar el porcentaje complementario, lo restamos de 100. Se define así para que, cuanto más severa sea la pobreza, mayor sea el índice de brecha de pobreza. Si se utilizara a secas el porcentaje del ingreso medio de la población pobre respecto a la línea de pobreza, en vez del complementario, se daría la situación contraintuitiva de que cuanto mayor fuera el resultado, menor sería la pobreza. 
El índice de brecha de pobreza es una mejora de las medidas de pobreza per cápita, que, en una población dada, solo cuentan a las personas cuyos ingresos caen por debajo de una línea de pobreza establecida, y las considera igualmente pobres. El índice de brecha de pobreza estima la intensidad de la pobreza, al considerar la distancia promedio del ingreso de los pobres a la línea de pobreza.

## Importancia
El método más común de medir la pobreza e informar sobre ella es el porcentaje de población bajo la línea de pobreza. Por ejemplo, The New York Times en julio de 2012 informaba de que en 1973 el 11,1 % de la población norteamericana era pobre, el 15,2 % en 1983 y el 11,3 % en 2000.
Una de las características indeseables de medir solo la proporción de pobres es que no se tiene en cuenta la intensidad de la pobreza; los pobres pueden volverse todavía más pobres sin que cambie esta proporción.
El índice de brecha de pobreza sí permite medir la intensidad de la pobreza y comparar países con proporciones de pobreza similares, o hacerse una idea de la evolución a lo largo del tiempo. Pero ojo, no permite saber cuántos pobres hay, sino que indica cómo de pobres son los que hay. También ayuda a valorar globalmente el progreso de una región en la reducción de la pobreza, y a evaluar políticas públicas o iniciativas privadas.

## Cálculo
El índice de brecha de pobreza (PGI por sus siglas en inglés) se calcula con la siguiente fórmula
{\displaystyle {\rm {PGI}}={\frac {1}{N}}\sum _{j=1}^{q}\left({\frac {z-y_{j}}{z}}\right)}
donde N es la población total, yj son los ingresos de la persona pobre j, y q es el número total de personas con ingresos iguales o inferiores a la línea de pobreza z. 
Por definición, el índice de brecha de pobreza es un porcentaje entre 0 y 100 %. A veces se da como fracción, entre 0 y 1. Un valor teórico de cero implica que nadie en la población se encuentra bajo la línea de pobreza. Un valor teórico de 100 % implica que todo el mundo en la población tiene cero ingresos. En algunos textos especializados se utiliza {\displaystyle P_{1}} para el índice de brecha de pobreza y {\displaystyle P_{0}} para la proporción de pobres.

## Características
El índice de brecha de pobreza puede interpretarse como el déficit promedio de ingresos de la población pobre respecto al nivel de subsistencia.
Si se multiplica el índice de brecha de pobreza de un país por la línea de pobreza y por la población total se obtiene la cantidad total de dinero necesaria para, teóricamente, sacar de la pobreza extrema a los pobres de ese país. Por ejemplo, si la población de un país asciende a 10 millones, la línea de pobreza se establece en 500 dólares norteamericanos ($) anuales (suele darse en $/día) y el índice de brecha de pobreza es del 5 %, entonces un aumento medio anual de 25 $ en los ingresos teóricamente eliminaría la pobreza extrema. Nótese que 25 $ es el 5 % de la línea de pobreza de 500 $. El aumento total teóricamente necesario para eliminar la pobreza es de 250 millones de $ —25 $ multiplicado por 10 millones de individuos. En la práctica no es posible aumentar en la misma cantidad los ingresos de todos los habitantes de un país. Si se produce crecimiento económico (y conseguir que se produzca no es sencillo), los ingresos de unos aumentarán más que los de otros. Y aunque todos aumentaran lo mismo, aquellos con ingresos sustancialmente inferiores a la línea de pobreza (digamos 300 $) seguirían siendo pobres con este aumento (300 + 25 continúa siendo inferior a 500).
El índice de brecha de pobreza es una medida importante porque proporciona información adicional que no da la proporción de pobres. Dos regiones pueden tener similar proporción de pobres, pero índices de brecha de pobreza claramente diferentes. Un índice de brecha de pobreza más alto significa que la pobreza es más severa.
El índice de brecha de pobreza es aditivo. En otras palabras: puede utilizarse como una medida agregada de la pobreza, y también descomponerse para calibrar la situación de determinados subgrupos de la población, por región, sector de ocupación, nivel de educación, género, edad o grupo étnico.

## Limitaciones
El índice de brecha de pobreza no tiene en cuenta la desigualdad entre los pobres. No muestra las diferencias en la severidad de diferentes pobrezas. Como ejemplo teórico, considérense dos barrios pequeños, A y B, donde solo 2 hogares en cada uno ingresan menos de la línea de pobreza oficial de EE. UU. (500 $ anuales). En el barrio A el hogar 1 tiene unos ingresos anuales de 100 $, y el hogar 2, de 300 $. En el barrio B, tanto el hogar 1 como el 2 tienen ingresos anuales de 200 $. El índice de brecha de pobreza para ambos barrios es el mismo (60 %), incluso aunque el hogar 1 del barrio A tiene unos ingresos de solo 100 $ anuales, y por tanto sufre un grado de pobreza más severo. Los estudiosos, en consecuencia, consideran el índice de brecha de pobreza como una mejora moderada, pero incompleta, de la proporción de pobres.
Algunos de ellos, como Amartya Sen, sugieren que el índice de brecha de pobreza ofrece una mejora cuantitativa respecto a contar solamente las personas por debajo de la línea de pobreza, pero sigue siendo limitada a nivel cualitativo. Centrarse en medir con precisión la desigualdad de ingreso desvía la atención de aspectos cualitativos como capacidades, habilidades y recursos personales con los que erradicar sosteniblemente la pobreza. Una medida mejor se centraría en las capacidades y el consiguiente consumo de los hogares pobres. Estas sugerencias fueron inicialmente polémicas, pero con el tiempo han inspirado a otros estudiosos para proponer numerosos refinamientos.

## Medidas relacionadas
El índice de pobreza Foster-Greer-Thorbecke es la forma general del PGI. La fórmula {\displaystyle FGT_{\alpha }} eleva los sumandos a la potencia alfa, de modo que FGT0 es la proporción de pobres; FGT1, el PGI; y FGT2, PGI al cuadrado.
Índice de brecha de pobreza al cuadrado, también conocido como índice de severidad de pobreza o {\displaystyle P_{2}}, está relacionado con el índice de brecha de pobreza. Se calcula promediando los cuadrados de la ratio de brecha de pobreza. Al elevar al cuadrado cada dato de brecha de pobreza, esta medida da más peso cuanto más se alejan de la línea de pobreza los ingresos de una persona. El índice de brecha de pobreza al cuadrado es una forma de suma ponderada de brechas de pobreza, con pesos proporcionales a la anchura de la brecha.
El índice de Sen, a veces abreviado {\displaystyle P_{\text{SEN}}}, está relacionado con el índice de brecha de pobreza (PGI) y se calcula del modo siguiente:
{\displaystyle {\rm {P_{\text{SEN}}}}=H*G_{z}+PGI*(1-G_{z})}
dónde {\displaystyle H} es la proporción de pobres y {\displaystyle G_{z}} es el coeficiente de Gini de los ingresos de las personas bajo la línea de pobreza.
El índice de Watts, a veces abreviado {\displaystyle W}, también está relacionado con el PGI y se calcula del modo siguiente:
{\displaystyle {\rm {W}}={\frac {1}{N}}\sum _{j=1}^{q}\ln \left({\frac {z}{y_{j}}}\right)}
Las letras significan lo mismo que en la fórmula del PGI. ln es el logaritmo neperiano.

## Índice de brecha de pobreza por país
La siguiente tabla resume el índice de brecha de pobreza para países desarrollados y en desarrollo.
| País                            | Línea de pobreza ($/mes) | Población bajo esa línea (%) | Índice de brecha de pobreza (%) | Año  |
| ------------------------------- | ------------------------ | ---------------------------- | ------------------------------- | ---- |
| Albania                         | 38                       | 0,62                         | 0,19                            | 2008 |
| Angola                          | 38                       | 54,31                        | 29,94                           | 2000 |
| Argentina                       | 38                       | 0,92                         | 0,65                            | 2010 |
| Armenia                         | 38                       | 1,28                         | 0,25                            | 2008 |
| Australia                       | 959                      | 12,4                         | 2,93                            | 2010 |
| Austria                         | 1024                     | 6,6                          | 1,81                            | 2010 |
| Azerbaiyán                      | 38                       | 0,43                         | 0,14                            | 2008 |
| Bangladés                       | 38                       | 43,25                        | 11,17                           | 2010 |
| Bielorrusia                     | 38                       | 0,1                          | 0,1                             | 2008 |
| Bélgica                         | 930                      | 8,8                          | 1,80                            | 2010 |
| Belice                          | 38                       | 12,21                        | 5,52                            | 1999 |
| Benín                           | 38                       | 47,33                        | 15,73                           | 2003 |
| Bután                           | 38                       | 10,22                        | 1,81                            | 2007 |
| Bolivia                         | 38                       | 15,61                        | 8,64                            | 2008 |
| Bosnia y Herzegovina            | 38                       | 0,04                         | 0,02                            | 2007 |
| Botsuana                        | 38                       | 31,23                        | 11,04                           | 1993 |
| Brasil                          | 38                       | 6,14                         | 3,62                            | 2009 |
| Burkina Faso                    | 38                       | 44,6                         | 14,66                           | 2009 |
| Burundi                         | 38                       | 81,32                        | 36,39                           | 2006 |
| Camboya                         | 38                       | 22,75                        | 4,87                            | 2008 |
| Camerún                         | 38                       | 9,56                         | 1,2                             | 2007 |
| Canadá                          | 1056                     | 12,1                         | 2,96                            | 2010 |
| Cabo Verde                      | 38                       | 21,02                        | 6,05                            | 2001 |
| República Centroafricana        | 38                       | 62,83                        | 31,26                           | 2008 |
| Chad                            | 38                       | 61,94                        | 25,64                           | 2002 |
| Chile                           | 38                       | 1,35                         | 0,69                            | 2009 |
| China                           | 38                       | 16,25                        | 4,03                            | 2005 |
| Colombia                        | 38                       | 8,16                         | 3,78                            | 2010 |
| Comoras                         | 38                       | 46,11                        | 20,82                           | 2004 |
| Costa Rica                      | 38                       | 3,12                         | 1,79                            | 2009 |
| Costa de Marfil                 | 38                       | 23,75                        | 7,5                             | 2008 |
| República Checa                 | 515                      | 5,8                          | 1,37                            | 2010 |
| Dinamarca                       | 955                      | 5,3                          | 1,29                            | 2010 |
| Yibuti                          | 38                       | 18,84                        | 5,29                            | 2002 |
| República Dominicana            | 38                       | 2,24                         | 0,52                            | 2010 |
| República Democrática del Congo | 38                       | 87,72                        | 52,8                            | 2005 |
| República del Congo             | 38                       | 54,1                         | 22,8                            | 2005 |
| Ecuador                         | 38                       | 4,6                          | 2,1                             | 2010 |
| Egipto                          | 38                       | 1,69                         | 0,4                             | 2008 |
| Estonia                         | 38                       | 8,9                          | 4,4                             | 2009 |
| Etiopía                         | 38                       | 39                           | 9,6                             | 2005 |
| Fiyi                            | 38                       | 5,9                          | 1,1                             | 2009 |
| Finlandia                       | 875                      | 7,3                          | 1,48                            | 2010 |
| Francia                         | 861                      | 7,1                          | 1,44                            | 2010 |
| Gabón                           | 38                       | 4,8                          | 0,9                             | 2005 |
| Gambia                          | 38                       | 33,6                         | 11,7                            | 2003 |
| Alemania                        | 918                      | 11                           | 3,67                            | 2010 |
| Georgia                         | 38                       | 15,3                         | 4,6                             | 2008 |
| Ghana                           | 38                       | 28,6                         | 9,9                             | 2006 |
| Grecia                          | 720                      | 12,6                         | 3,36                            | 2010 |
| Guatemala                       | 38                       | 13,5                         | 4,7                             | 2006 |
| Guinea                          | 38                       | 43,3                         | 15,0                            | 2007 |
| Guinea-Bisáu                    | 38                       | 48,9                         | 16,6                            | 2002 |
| Guyana                          | 38                       | 8,7                          | 2,8                             | 1998 |
| Haití                           | 38                       | 61,7                         | 32,3                            | 2001 |
| Honduras                        | 38                       | 17,9                         | 9,4                             | 2009 |
| Hungría                         | 407                      | 7,1                          | 1,66                            | 2010 |
| Islandia                        | 942                      | 7,1                          | 2,55                            | 2010 |
| Irlanda                         | 934                      | 14,8                         | 3,08                            | 2010 |
| India                           | 38                       | 32,7                         | 7,5                             | 2010 |
| Indonesia                       | 38                       | 18,1                         | 3,3                             | 2010 |
| Irán                            | 38                       | 1,45                         | 0,34                            | 2005 |
| Irak                            | 38                       | 2,8                          | 0,42                            | 2007 |
| Italia                          | 700                      | 11,4                         | 3,08                            | 2010 |
| Jamaica                         | 38                       | 0,21                         | 0,02                            | 2004 |
| Japón                           | 950                      | 14,9                         | 5,17                            | 2010 |
| Jordania                        | 38                       | 0,12                         | 0,03                            | 2010 |
| Kazajistán                      | 38                       | 0,11                         | 0,03                            | 2009 |
| Kenia                           | 38                       | 43,4                         | 16,9                            | 2005 |
| Kirguistán                      | 38                       | 6,4                          | 1,5                             | 2008 |
| Laos                            | 38                       | 44                           | 12,1                            | 2002 |
| Letonia                         | 38                       | 0,14                         | 0,1                             | 2008 |
| Lesoto                          | 38                       | 43,4                         | 20,8                            | 2003 |
| Liberia                         | 38                       | 83,8                         | 40,9                            | 2007 |
| Lituania                        | 38                       | 0,16                         | 0,1                             | 2008 |
| Luxemburgo                      | 1511                     | 8,1                          | 1,62                            | 2010 |
| Macedonia del Norte             | 38                       | 0,29                         | 0,04                            | 2008 |
| Madagascar                      | 38                       | 81,3                         | 43,3                            | 2010 |
| Malaui                          | 38                       | 73,9                         | 32,3                            | 2004 |
| Maldivas                        | 38                       | 1,48                         | 0,14                            | 2008 |
| Mali                            | 38                       | 50,4                         | 16,4                            | 2010 |
| Mauritania                      | 38                       | 23,4                         | 6,8                             | 2008 |
| México                          | 192                      | 18,4                         | 6,97                            | 2010 |
| Micronesia                      | 38                       | 31,2                         | 16,3                            | 2000 |
| Moldavia                        | 38                       | 0,39                         | 0,08                            | 2010 |
| Montenegro                      | 38                       | 0,12                         | 0,08                            | 2008 |
| Marruecos                       | 38                       | 2,5                          | ,54                             | 2007 |
| Mozambique                      | 38                       | 59,6                         | 25,1                            | 2008 |
| Namibia                         | 38                       | 31,9                         | 9,5                             | 2004 |
| Nepal                           | 38                       | 24,8                         | 5,6                             | 2010 |
| Países Bajos                    | 1168                     | 7,7                          | 1,61                            | 2010 |
| Nueva Zelanda                   | 803                      | 10,8                         | 3,63                            | 2010 |
| Nicaragua                       | 38                       | 11,9                         | 2,4                             | 2005 |
| Níger                           | 38                       | 43,6                         | 12,4                            | 2008 |
| Nigeria                         | 38                       | 68                           | 33,7                            | 2010 |
| Noruega                         | 1109                     | 6,8                          | 2,00                            | 2010 |
| Pakistán                        | 38                       | 21                           | 3,5                             | 2008 |
| Panamá                          | 38                       | 6,6                          | 2,1                             | 2010 |
| Papúa Nueva Guinea              | 38                       | 35,8                         | 12,3                            | 1996 |
| Paraguay                        | 38                       | 7,2                          | 3,0                             | 2010 |
| Perú                            | 38                       | 4,9                          | 1,3                             | 2010 |
| Filipinas                       | 38                       | 18,4                         | 3,7                             | 2009 |
| Polonia                         | 338                      | 14,6                         | 5,20                            | 2010 |
| Portugal                        | 512                      | 12,9                         | 3,74                            | 2010 |
| Rumania                         | 38                       | 0,41                         | 0,19                            | 2009 |
| Rusia                           | 61                       | 14,3                         | 5,09                            | 2006 |
| Ruanda                          | 38                       | 63,2                         | 26,6                            | 2011 |
| Santo Tomé y Príncipe           | 38                       | 28,2                         | 7,9                             | 2001 |
| Senegal                         | 38                       | 33,5                         | 10,8                            | 2005 |
| Serbia                          | 38                       | 0,26                         | 0,17                            | 2009 |
| Sierra Leona                    | 38                       | 53,4                         | 20,3                            | 2003 |
| Eslovaquia                      | 368                      | 8,1                          | 2,07                            | 2010 |
| Sudáfrica                       | 38                       | 13,8                         | 2,3                             | 2009 |
| Corea del Sur                   | 809                      | 14,6                         | 5,26                            | 2010 |
| España                          | 749                      | 14,1                         | 4,51                            | 2010 |
| Sri Lanka                       | 38                       | 7                            | 1                               | 2007 |
| Sudán                           | 38                       | 19,8                         | 5,5                             | 2009 |
| Surinam                         | 38                       | 15,5                         | 5,9                             | 1999 |
| Suazilandia                     | 38                       | 40,6                         | 16,0                            | 2010 |
| Suecia                          | 863                      | 5,3                          | 1,31                            | 2010 |
| Siria                           | 38                       | 1,71                         | 0,2                             | 2004 |
| Suiza                           | 1148                     | 8,7                          | 3,37                            | 2010 |
| Tayikistán                      | 38                       | 6,6                          | 1,2                             | 2009 |
| Tanzania                        | 38                       | 67,9                         | 28,1                            | 2007 |
| Tailandia                       | 38                       | 0,37                         | 0,05                            | 2009 |
| Timor Oriental                  | 38                       | 37,4                         | 8,9                             | 2007 |
| Togo                            | 38                       | 38,7                         | 11,4                            | 2006 |
| Trinidad y Tobago               | 38                       | 4,2                          | 1,1                             | 2008 |
| Túnez                           | 38                       | 1,35                         | 0,28                            | 2005 |
| Turquía                         | 211                      | 17,5                         | 5,76                            | 2010 |
| Turkmenistán                    | 38                       | 24,8                         | 7                               | 1998 |
| Uganda                          | 38                       | 38,01                        | 12,2                            | 2009 |
| Ucrania                         | 38                       | 0,06                         | 0,04                            | 2009 |
| Reino Unido                     | 1027                     | 8,3                          | 2,06                            | 2010 |
| Estados Unidos                  | 1232                     | 17,1                         | 6,55                            | 2010 |
| Uruguay                         | 38                       | 0,2                          | 0,07                            | 2008 |
| Venezuela                       | 38                       | 6,6                          | 3,7                             | 2006 |
| Vietnam                         | 38                       | 16,9                         | 3,8                             | 2008 |
| Yemen                           | 38                       | 17,5                         | 4,2                             | 2005 |
| Zambia                          | 38                       | 68,5                         | 37                              | 2006 |